# Zhang Yun
Zhang Yun (? - 208) foi um oficial militar especializado em operações navais durante os três reinos era da China.
Foi sobrinho de Cai Mao e servia como um general a Liu Biao.
No Romance dos Três Reinos ,Zhang Yun e  Cai Mao,após a morte de Liu Biao tentam  se render à Cao Cao.
Ambos foram executados por engano por a Zhou Yu.